# Montfort-sur-Meu
 Montfort-sur-Meu  (en bretón Moñforzh) es un municipio, situado en la región de Bretaña, en uno de los departamentos de Francia, el departamento Ille-et-Vilaine, en el distrito de Rennes y en el cantón de Montfort-sur-Meu.
Fue subprefectura hasta la reorganización administrativa de 1926.

## Demografía
| 2 699 | 2 965 | 3 098 | 4 301 | 4 675 | 5 412 |
| Para los censos de 1962 a 1999 la población legal corresponde a la población sin duplicidades (Fuente: INSEE [Consultar]) |       |       |       |       |       |

## Geografía

### ¿Dónde está?
Montfort-sur-Meu tiene una posición central en Bretaña se sitúa a:  
- 20 minutos de Rennes (en autobús) en el corazón del Pays de Broceliande.
- 1 hora de Saint-Brieuc
- 1 hora de St Malo
- 1 hora ½ del Mont Saint Michel
- 1 hora ½ del Golfo de Morbihan

### ¿Cómo llegar?
- En avión:

Aeropuerto de Rennes-Saint Jacques
- En autobús:

Línea 1, 2 y 12
- En tren:

Estación de Montfort-sur-Meu SNCF
- En coche:

RN12 (Rennes/Saint Brieuc)
Salida Montfort Bédée Pleumeleuc
, RN24 (Rennes/Vannes-Lorient)
Salida Talensac Montfort

## Historia

### Resumen
La presencia humana en el territorio de Montfort-sur-Meu fue demostrada desde el fin de la Prehistoria, por los paseos cubiertos y los menhires que se ven en el bosque de Montfort.
Pero es en el siglo XI que la ciudad de Montfort se desarrolla, durante la construcción del primer castillo. De 1376 a 1389, la fortaleza fue reconstruida por Raoul VIII y fue rodeada por cuatro torres de ángulos (fue destruida en 1627). La ciudad fue consolidada por murallas. Los habitantes entraban en la ciudad por tres puertas; la puerta Saint-Jean, la puerta de Coulon y la puerta Saint-Nicolas. Delante de cada puerta, un arrabal que tiene el mismo nombre que el que se desarrolla: Saint-Jean al noroeste, Saint-Nicolas al este y Coulon al sur.
La población del municipio está a favor de los cambios acarreados por la Revolución francesa, sobre todo desde el fin del Terror. La fiesta revolucionaria más importante es la que celebra el aniversario de la ejecución de Luis XVI, junta con un juramento de odio a la monarquía y a la anarquía, celebrada a partir de 1795. La fundación de la primera República está also celebrada cada dos años.

### La leyenda de la pata
Esta leyenda se transmite de generación en generación desde el siglo XV.
Primera versión: desde los años 1400, una leyenda está divulgada en Montfort. La ciudad fue conocida bajo el nombre de Montfort-la-Cane por el recuerdo del evento maravilloso. La historia de esta pata que viene cada año para rendir homenaje a Saint-Nicolas inspiró autores, narradores y artistas. En la primera versión, una niña prisionera del señor de Montfort se lamenta. Ruega a Saint-Nicolas para escapar de su secuestrador y salvaguardar su virginidad. El Saint lo atendió. Fue milagrosamente transformada en una pata, levantó el vuelo por la ventana de su celda y se posa en el estanque del castillo. Luego, y durante algunos siglos, una pata salvaje vino cada año aproximadamente cuando viene el Santo de Saint-Nicolas (el 9 de mayo), entraba en la iglesia con sus patitos, y volvía al estanque.
Secunda versión: la historia dice que alrededor de 1386, durante la terminación de las fortificaciones de la ciudad, el Señor habría encerrado en su castillo una niña con una belleza notable. Ella entendió bien su destino y, vio la iglesia de Saint-Nicolas, rogó al Santo, prometiendo que vendría a agradecerle en su iglesia si se escapaba. Esta misma noche, pidió huir. Desgraciadamente, llegó a las manos de los brutos del Señor, que quisieron someterla a lo que pensaban que había hecho su dueño. Miró alrededor para llamar para obtener ayuda, pero vio solo a dos patas salvajes en el agua de un estanque (estanque que ahora está desaguado). Reiteró su ruego, rogándole que estos animales fueran testigo de su inocencia y que hagan cada año su ruego en su nombre si se murió. Escapó a los soldados, pero murió un poco después, de medio, se dice. Fue enterrada en el cementerio Saint-Nicolas. Pero, el mismo año, durante la fiesta de la Tranlation, aunque la gente se datada prisa junto a las reliquias de Saint-Nicolas, una pata salvaje entró con sus patitos en la iglesia. Vuela cerca de la imagen del Santo, después hasta el altar, y saludó al Crucifijo. Luego, volvió a bajar hasta la imagen del Santo, y quedó hasta el fin de la misa. En este momento, levantó el vuelo con todos sus patitos, excepto uno, que se quedó en la iglesia.
La historia fue tan famosa que, como dice numerosos documentos a lo largo de los siglos, Montfort-sur-Meu fue llamado Montfort-la-Cane durante más de 300 años. Las apariciones están estipuladas en actas algunas veces. La última aparición de la pata data del 8 de mayo de 1739. Sin embargo, solo los anteriores archivos del siglo XV fueron conservados, falta muchos testimonios, aunque como lo dice un eclesiástico "antes, estos eventos se volvieron tan comunes que ya no se señalaban".

## Economía
Montfort-sur-Meu tiene también establecimientos de alojamiento, de restauración y un camping.
Un mercado anima la plaza des Douves cada viernes por la mañana.

## Monumentos y lugares turísticos
Hoy, Montfort-sur-Meu conserva les vestigios de su pasado medieval. Queda hoy, casas del siglo XVI (calle de la Saulnerie), las huellas de la puerta Saint-Jean (siglo XIV), los vestigios de la antigua fortificación (siglo XIV). Del castillo medieval subsiste ahora la Torre Papegaut(siglo XIV) que aloja el Ecomuseo del Pays de Montfort.
Pero Montfort-sur-Meu conserva también las huellas de un pasado religioso con varios edificios religiosos; la capilla Saint-Jean, la iglesia Saint Louis-Marie Grignion de Montfort, antiguo convento de las religiosas(hoy el ayuntamiento), el claustro y el portal de la abadía Saint-Jacques de Montfort, sino también la casa natal de Saint Louis-Marie Grignion (calle de la Saulnerie).

## El patrimonio religioso
Saint Louis-Marie Grignion de Montfort vivió en Montfort. Ahora subsiste la iglesia Saint Louis-Marie Grignion, tres capillas, y una abadía:
La abadía Saint-Jacques de Montfort: fundada por Guillermo I de Montfort en 1152, cuyo pared occidental está inscrito por orden del 6 de noviembre de 1997 como Monumento Histórico.
La capilla Saint-Joseph: creada para sustituir a la antigua iglesia parroquial Saint-Jean. Esta fue destruida en 1851.
La capilla Saint-Lazare: al principio del siglo XVIII, la capilla Saint-Lazare fue restaurada por Saint Louis-Marie Grignion de Montfort cuando se estableció en Saint-Lazare.
Iglesia Saint Louis-Marie-Grignion: data del siglo XIX. Es una inspiración italiana con su campanario que tiene la forma de campanilo que aloja la estatua del Santo, nativo de Montfort-sur-Meu.

## El patrimonio histórico

### Muralla de la ciudad medieval
Para proteger las Marchas de Bretaña, los duques llevan una política de fortificaciones de las grandes ciudades. En 1376, Raoul VII obtuvo una autorización para transformar el castillo en una verdadera fortaleza defensiva. Alrededor del castillo se desarrolla una gran muralla que se compone de torres y de tres puertas. Hoy, subsiste la Torre de Papegaut, la Torre de Pas d'Ane, la Torre del Capitaine y porciones de la antigua fortificación. Estos vestigios de murallas están registrados como Monumento Histórico.

### La Torre de Papegaut
La Torre de Papegaut, data del fin del siglo XIV. Es el edificio mejor conservado de la ciudad medieval de Montfort-sur-Meu y el más representativo. La Torre tiene su nombre de "Papegaut" de un concurso dado a los arqueros y a los ballesteros donde el blanco era un pájaro multicolor. En el siglo XIX y XX, la Torre volvió una cárcel. Desde 1984, aloja el Ecomuseo del Pays de Montfort. La Torre está registrada como Monumento Histórico por orden del 5 de noviembre de 1926.

### Hôtel Montfort Communauté
En el siglo XVIII, este imponente edificio fue un hotel privado de la familia Juget, una familia de notable que se estableció en 1777. En 1857, es la subprefectura que se establece hasta su supresión en 1926. Durante el siglo XX, el hospital de Montfort-sur-Meu estableció un anexo. En 2002, es Montfort Communauté que compra el edificio y lo restaura.

### Centro cultural de "l'Avant-Scène"
En 1914, empieza la construcción de una sala de fiesta para acabarse con la guerra. El edificio alojó también el primer cine de la ciudad que podía recibir 400 personas. Hoy, el edificio es un centro cultural que propone numerosos espectáculos a lo largo del año.

### Casas antiguas del centro
Hoy encontramos unas diez casas cuya fecha de construcción está situada entre 1550 y 1650. Se sitúan en las calles las más antiguas como por ejemplo la calle de la Saulnerie, calle de l'Horloge, plaza de la Cohue, calle de Gaël. Se encuentra también la casa natal de Louis-Marie Grignion de Montfort.

### Molinos y "Planches" en el Meu
Calle de 11 de junio de 1977, se puede ver un antiguo molino que data de 1884. Fue también equipado antes de una pasarela que se llamaba les "Planches" que atravesaba el Meu y permitía juntar la callejuela de los Moulins.

### Secadero y baños públicos
El edificio data probablemente del fin de siglo XIX. Alojaba en la parte inferior cabinas de baños públicos y un espacio reservado a las calderas. En la primera planta protegida de láminas de madera, era destinada al secado de la ropa limpiada por las lavanderas.

### El ayuntamiento
El ayuntamiento está hoy situado en el antiguo convento de las religiosas, se establecieron en Montfort en 1639.

### Tribunal de Primera Instancia
En 1799, Montfort volvió el foco de la subprefectura y de un tribunal de distrito. Fue construido entre 1832 y 1834. Una rotura está apuntada entre las antiguas casas que datan de la ciudad medieval y el tribunal, porque da la espalda a esta ciudad medieval.

## Los sitios y espacios naturales

### Bosque de Montfort-Sur-Meu
El bosque cobra unas centenas de hectáreas, en los cuales 40 hectáreas son en el sector de Saint-Lazarre. Numerosos senderos de excursión están balizados y permiten recorrer el masivo poblado de árboles, a pie, a caballo y por algunos en bicicleta de montaña.

### Parque Municipal
Edouard Guicheteau, alcalde de la ciudad de 1853 a 1871, compró a título privado las antiguas praderas del Thabor, que pertenecían al priorato Saint-Nicolas, para habilitar un jardín a la inglesa. Hizo desviar el Garun para garantizar la circulación del agua e hizo plantear tejos y coníferas exóticos. En 1950, el municipio volvió a comprar el parque y ahora está abierto al público. Las antiguas praderas que permanecen salvajes son habilitadas en un camping municipal.

## Actividades turísticas
Numerosas visitas y actividades están propuestas en el Pays de Montfort en Brocéliande:
- Visita con un guía GPS (Montfort-sur-Meu)

La visita con un guía GPS permite visitar Montfort-sur-Meu a través de un paseo interactivo. El GPS permite hacer la visita solo, en familia o en mini grupos gracias a animaciones visuales y sonoras que se activan solas.
El circuito tarda 1h y te lleva al descubierto de la ciudad medieval de manera sencilla y lúdica.
- Paseo Botánico y Patrimonial de Montfort (Montfort-sur-Meu)

Este paseo, hecho con dos meandros en el corazón del municipio de Montfort, ofrece la travesía de una diversidad de sitios naturales (pradera húmeda, parque que está destinado a producir un efecto de paisaje natural, charco, orilla, paseo hueco, paisajes con boscajes, bosques). Señales explican el interés histórico, de la flora y de la fauna de los diferentes lugares cruzados. El circuito pone de relieve la vida diaria local evocando las habilitadas artesanales.
- Recorrido histórico de Montfort (Montfort-sur-Meu)

Este recorrido, a descubrir a pie permite entender la evolución y el desarrollo de la ciudad, de la Edad Media hasta hoy en día. Unas treinta señales de interpretación son disponibles en el recorrido.
- Circuito de descubrimiento de Montfort (Montfort-sur-Meu)

La marcha presentada por numerosas fotos permite apreciar el patrimonio construido en el mismo tiempo que se pasea. (Circuito de 2/3 km.)
- Visita guiada pedestre de Montfort(Montfort-sur-Meu)

Los recorridos medievales permiten descubrir les vestigios de las murallas y entender el funcionamiento de Montfort en la Edad Media. La visita tarda alrededor de 1h30.
- Visita guiada de Montfort en kayak

Con el Ecomuseo del Pays de Montfort y el Club de kayak del Pays de Broceliande, visitas originales te hacen descubrir el entorno, el sitio histórico de Montfort-sur-Meu desde el río.
- El Ecomuseo del Pays de Broceliande (Montfort-sur-Meu)

Situado en la Torre de Papegaut, el Ecomuseo te invita a descubrir la cultura del Pays donde la historia y las leyendas frecuentan. Diferentes exposiciones permanentes están expuestas (la leyenda de la pata, la arquitectura del Pays de Broceliande, Montfort en la Edad Media, el traje tradicional, los juegos relacionados con la naturaleza). Exposiciones temporales o itinerantes están también propuestas.
Muchas excursiones más alrededor de Montfort-sur-Meu sin olvidar la piscina Océlia en Montfort-sur-Meu

## Apuntes y referencias
1. ↑  Worldpostalcodes.org, código postal n.º 35160.
2. ↑  INSEE, Datos de población para el año 2012 de Montfort-sur-Meu (en francés).
3. ↑  Louis Dubreuil, « Fêtes révolutionnaires en Ille-et-Vilaine», dans Annales de Bretagne, volume 21, tome 4, 1905, p. 398-399
4. ↑  Dubreuil, Fêtes, p. 401
5. ↑  «Copia archivada». Archivado desde el original el 5 de marzo de 2016. Consultado el 18 de julio de 2012.
6. ↑  http://www.culture.gouv.fr/public/mistral/merimee_fr?ACTION=CHERCHER&FIELD_1=REF&VALUE_1=PA35000003
7. ↑  http://www.culture.gouv.fr/public/mistral/merimee_fr?ACTION=CHERCHER&FIELD_1=REF&VALUE_1=PA00090638
8. ↑  http://www.culture.gouv.fr/public/mistral/merimee_fr?ACTION=CHERCHER&FIELD_1=REF&VALUE_1=PA00090639